# Sąd Najwyższy Connecticut
Sąd Najwyższy Connecticut (Connecticut Supreme Court) - najwyższy organ władzy sądowniczej w amerykańskim stanie Connecticut. Podobnie jak inne amerykańskie stanowe sądy najwyższe, pełni podwójną rolę. Jest równocześnie sądem najwyższej instancji w sprawach toczących się przed sądami stanowymi oraz stanowym sądem konstytucyjnym.
W jego skład wchodzi przewodniczący oraz sześciu sędziów. Są oni nominowani przez gubernatora, a następnie muszą uzyskać akceptację Zgromadzenia Ogólnego. Sędziowie są uważani za pełnoprawnych członków sądu do ukończenia 70. roku życia. Następnie uzyskują status tzw. starszych sędziów (senior justices) i mogą nadal orzekać w niepełnym wymiarze godzin, w zależności od potrzeb sądu i własnych możliwości. Osób takich nie wlicza się jednak do ogólnej liczby sędziów, co umożliwia wybór nowego członka Sądu na ich miejsce. Tym samym łączna liczba osób faktycznie orzekających w Sądzie może być wyższa niż konstytucyjne siedem.
Wszystkie rozprawy przed Sądem Najwyższym odbywają się w stolicy Connecticut, Hartford. 

## Skład
stan na 16 października 2010
- Chase Rogers - przewodniczący
- Flemming Norcott
- Joette Katz
- Richard Palmer
- Peter Zarella
- Ian McLachlan
- Dennis Eveleigh
- Christine Vertefeuille - starszy sędzia